# Gypodes vexilliferalis
Gypodes vexilliferalis är en fjärilsart som beskrevs av Munroe 1976. Gypodes vexilliferalis ingår i släktet Gypodes och familjen Crambidae. Inga underarter finns listade i Catalogue of Life.